# みどり市立大間々東小学校
みどり市立大間々東小学校（みどりしりつ おおままひがししょうがっこう）は、群馬県みどり市大間々町大間々にある公立小学校。

## 所在地
- 群馬県みどり市大間々町大間々456-1

## 学区
- 大間々町大間々の一部（諸町、原） [1][2]

## 沿革
- 1979年（昭和54年）
  - 4月 - 大間々南小学校が二校に分離し、新設校とし大間々東小学校ができる。
  - 6月 - 体育館竣工。
  - 7月 - プール竣工。
  - 12月 - 荻原好之助翁銅像除幕式挙行。
- 1980年（昭和55年）11月 - 特別活動研究発表会（群馬県指定）。同月、第3回ML（ミュージックラボラトリーシステム）研究会(全国大会）開催。81名の参加者が全国から集う。
- 1981年（昭和56年）
  - 9月 - 校旗贈呈披露式。
  - 12月 - 東小学校区青少年対策委員会結成大会。
- 1983年（昭和58年）11月 - 校歌制定披露式挙行。
- 1984年（昭和59年）3月 - 校歌碑除幕式挙行。
- 1988年（昭和63年）2月 - 創立10周年記念式典挙行。
- 1990年（平成2年）3月 - 体育館校歌額除幕式。
- 1996年（平成8年）11月 - 統計教育実践推進校発表会開催。
- 1997年（平成9年）11月 - コンピュータ室と砂防フェンスが完成。
- 1998年（平成10年）
  - 3月 - 緑の少年団結成。
  - 12月 - 創立20周年式典挙行し、学習発表会開催。
- 1999年（平成11年）8月 - 東小リトルジャイアンツ全日本学童軟式野球大会優勝。
- 2000年（平成12年）8月 - 1･2年教室照明器具交換工事・滑り台設置。
- 2001年（平成13年）3月 - 大間々東小HP開設。
- 2002年（平成14年）
  - 4月 - 校内LAN設置。
  - 10月 - 体育小屋設置。パソコン入れ替え。
  - 1月 - 統計グラフ群馬県コンクール学校賞。
- 2003年（平成15年）
  - 4月 - 大間々東学童保育所開所。
  - 11月 - 統計グラフ群馬県コンクール学校賞。
- 2005年（平成17年）
  - 5月 - 東小リトルジャイアンツ全日本学童軟式野球群馬県大会優勝。
  - 11月 - 地区別人権教育協議会発表校。
- 2006年（平成18年）
  - 3月 - 町村合併によりみどり市立大間々東小学校と改称。
  - 4月 - 文部科学省人権教育指定校。
  - 10月 - 分教室として青い鳥ぐんま(情緒障害学級)が開所。
- 2007年（平成19年）
  - 4月 - スクールガードモデル校として指定。
  - 11月 - 文部科学省人権教育指定され、研究発表会開催。
- 2008年（平成20年）
  - 8月 - 5学年と6学年教室への扇風機設置工事。
  - 10月 - 創立30周年記念式典挙行。
- 2009年（平成21年）
  - 3月 - 校舎屋上防水改修工事。
  - 8月 - 校舎耐震補強と1～4学年教室への扇風機設置工事。
- 2010年（平成22年）
  - 1月 - 防犯カメラ設置工事。
  - 3月 - 地デジ対応テレビ設置工事。
  - 12月 - パソコン教室パソコン設置工事（20台）。
- 2011年（平成23年）
  - 3月 - 児童階段、外階段手すり設置工事。
  - 4月 - みどり市指定 実践推進校 1年次。
- 2012年（平成24年）
  - 2月 - 金管バンド東日本大会参加。
  - 8月 - 給食用エレベーターリニュアル工事。
  - 8月 - 廊下掲示板設置。
  - 12月 - 黒板・壁紙張替修繕。
- 2014年（平成26年）
  - 8月～10月 - 空調設備設置工事。
  - 11月 - 太陽光発電設備設置工事。

## 学校周辺
- 社会福祉法人柏 東保育園 - 進級前保育園のひとつ
- みどり市立大間々東中学校 - 主な進学先中学校
- 小規模多機能型居宅介護施設ゆいまーる
- ホームセンターセキチュー大間々店
  - 本館
  - 資材館
- 群馬県道78号太田大間々線
- 児童発達支援グローバルキッズパーク 大間々店
- 大間々南郵便局

## 著名な出身者
- 星野ひので（野球選手）